# Società per l'Educazione Fisica Torres 1964-1965
Questa voce raccoglie le informazioni riguardanti la Società per l'Educazione Fisica Torres nelle competizioni ufficiali della stagione 1964-1965.

## Rosa
| N. |                   | Ruolo | Calciatore            |
| -- | ----------------- | ----- | --------------------- |
|    | Italia (bandiera) | P     | Salvino Biagi         |
|    | Italia (bandiera) | D     | Vittorio Casu         |
|    | Italia (bandiera) | C     | Attilio Currarini     |
|    | Italia (bandiera) | C     | Giovanni Currarini    |
|    | Italia (bandiera) | A     | Ferdinando Di Stefano |
|    | Italia (bandiera) | C     | Primo Luigi Galasi    |
|    | Italia (bandiera) | D     | Gian Piero Ghiglione  |
|    | Italia (bandiera) | D     | Rosario Grottola      |
|    | Italia (bandiera) | D     | Franco Loriga         |

| N. |                   | Ruolo | Calciatore          |
| -- | ----------------- | ----- | ------------------- |
|    | Italia (bandiera) | D     | Antonio Manca       |
|    | Italia (bandiera) | A     | Paolo Morosi        |
|    | Italia (bandiera) | D     | Sebastiano Murgia   |
|    | Italia (bandiera) | C     | Renzo Enrico Rivara |
|    | Italia (bandiera) | A     | Renato Ronconi      |
|    | Italia (bandiera) | A     | Antonio Satta       |
|    | Italia (bandiera) | A     | Salvatore Sistu     |
|    | Italia (bandiera) | C     | Claudio Varsi       |